# Adolfo, Conde de Hesse-Philippsthal-Barchfeld
Adolfo de Hesse-Philippsthal-Barchfeld (29 de junho de 1743 - 17 de julho de 1803) foi conde de Hesse-Philippsthal-Barchfeld de 1777 até à sua morte.

## Família
Adolfo era o décimo-quarto filho de Guilherme, Conde de Hesse-Philippsthal-Barchfeld e da princesa Carlota Guilhermina de Anhalt-Bernburg-Schaumburg-Hoym. Os seus avós paternos eram Filipe, Conde de Hesse-Philippsthal e a condessa Catarina de Solms-Laubach. Os seus avós maternos eram Lebrecht, Príncipe de Anhalt-Zeitz-Hoym e a duquesa Everardina de Weede.

## Vida
Adolfo tornou-se conde de Hesse-Philippsthal-Barchfeld em 1777, sucedendo ao seu irmão Frederico de Hesse-Philippsthal-Barchfeld que tinha morrido sem filhos.
Começou a sua carreira militar no exército de Hesse-Cassel e depois no exército holandês, tendo-se tornado coronel do terceiro regimento da infantaria de Orange-Nassau. Em 1773 juntou-se ao exército prussiano onde foi chefe dos fuzileiros e se tornou amigo do rei Frederico II da Prússia que o nomeou general-major a 16 de Janeiro de 1777. Adolfo combateu do lado prussiano na Guerra de Sucessão da Baviera em 1779 e tornou-se um prisioneiro de guerra austríaco. Em 1780 renunciou ao exército e retirou-se para Barchfeld.
Comprou a propriedade de Nesselröden em 1794 e, três anos depois, vendeu a propriedade de Wehra ao Tesouro de Hesse-Cassel por 24.000 táleres.

## Casamento e descendência
Adolfo casou-se a 18 de outubro de 1781 com a duquesa Guilhermina Luísa de Saxe-Meiningen. O casal teve seis filhos:
1. Frederico de Hesse-Philippsthal-Barchfeld (31 de dezembro de 1782 - 5 de fevereiro de 1783), morreu com pouco mais de um mês de idade.
2. Carlos, Conde de Hesse-Philippsthal-Barchfeld (27 de junho de 1784 - 17 de julho de 1854), casado primeiro com a condessa Augusta de Hohenlohe-Ingelfingen; com descendência. Casado depois com Sofia de Bentheim e Steinfur; com descendência.
3. Guilherme de Hesse-Philippsthal-Barchfeld (10 de agosto de 1786 - 30 de novembro de 1834), casado com a princesa Juliana Sofia da Dinamarca; sem descendência.
4. Jorge de Hesse-Philippsthal-Barchfeld (11 de outubro de 1787 - 27 de abril de 1788), morreu aos cinco meses de idade.
5. Ernesto Frederico de Hesse-Philippsthal-Barchfeld (28 de janeiro de 1789 - 19 de abril de 1850), morreu solteiro e sem descendência.
6. Carlota de Hesse-Philippsthal-Barchfeld (22 de maio de 1794 - 7 de agosto de 1794), morreu aos dois meses de idade.

## Genealogia
| Adolfo, Conde de Hesse-Philippsthal-Barchfeld | Pai: Guilherme, Conde de Hesse-Philippsthal-Barchfeld       | Avô paterno: Filipe, Conde de Hesse-Philippsthal     | Bisavô paterno: Guilherme VI, Conde de Hesse-Cassel        |
| Adolfo, Conde de Hesse-Philippsthal-Barchfeld | Pai: Guilherme, Conde de Hesse-Philippsthal-Barchfeld       | Avô paterno: Filipe, Conde de Hesse-Philippsthal     | Bisavó paterna: Edviges Sofia de Brandemburgo              |
| Adolfo, Conde de Hesse-Philippsthal-Barchfeld | Pai: Guilherme, Conde de Hesse-Philippsthal-Barchfeld       | Avó paterna: Catarina de Solms-Laubach               | Bisavô paterno: Carlos Otão, Conde de Solms-Laubach        |
| Adolfo, Conde de Hesse-Philippsthal-Barchfeld | Pai: Guilherme, Conde de Hesse-Philippsthal-Barchfeld       | Avó paterna: Catarina de Solms-Laubach               | Bisavó paterna: Isabel de Bentheim-Steinfurt               |
| Adolfo, Conde de Hesse-Philippsthal-Barchfeld | Mãe: Carlota Guilhermina de Anhalt-Bernburg-Schaumburg-Hoym | Avô materno: Lebrecht, Príncipe de Anhalt-Zeitz-Hoym | Bisavô materno: Vítor Amadeus, Príncipe de Anhalt-Bernburg |
| Adolfo, Conde de Hesse-Philippsthal-Barchfeld | Mãe: Carlota Guilhermina de Anhalt-Bernburg-Schaumburg-Hoym | Avô materno: Lebrecht, Príncipe de Anhalt-Zeitz-Hoym | Bisavó materna: Isabel do Palatinado-Zweibrücken           |
| Adolfo, Conde de Hesse-Philippsthal-Barchfeld | Mãe: Carlota Guilhermina de Anhalt-Bernburg-Schaumburg-Hoym | Avó materna: Everardina Jacobina de Weede            | Bisavô materno: João Jorge de Weede                        |
| Adolfo, Conde de Hesse-Philippsthal-Barchfeld | Mãe: Carlota Guilhermina de Anhalt-Bernburg-Schaumburg-Hoym | Avó materna: Everardina Jacobina de Weede            | Bisavó materna: Margarethe von Raesfeld                    |